# 悍妇星
悍妇星（156 Xanthippe）是由奥地利天文学家约翰·帕利扎于1875年11月22日发现的主带小行星
小行星156以古希腊哲学家苏格拉底的妻子赞西佩命名。